# Thottea
Thottea je biljni rod iz porodice Aristolochiaceae samješten u vlastiti tribus Apameae, dio podporodice Aristolochioideae.
Na popisu je 44 vrsta rasprostranjenih po Maleziji (uglavnom), Indiji, Indokini i južnoj Kini. Tribus je dobio ime po rodu Apama, koji se danas vodi kao sinonim za Thottea.

## Vrste
1. Thottea abrahamii Dan, P.J.Mathew, Unnithan & Pushp.
2. Thottea adichilthottiana Sunil & Naveen Kum.
3. Thottea anthonysamyi T.L.Yao
4. Thottea aroangensis T.A.Le, D.Dien & Tagane
5. Thottea barberi (Gamble) Ding Hou
6. Thottea beccarii Ding Hou
7. Thottea beungongtanoeh Mustaqim
8. Thottea borneensis Valeton
9. Thottea celebica Ding Hou
10. Thottea curvisemen Ding Hou
11. Thottea dependens (Planch.) Klotzsch
12. Thottea dinghoui Swarupan.
13. Thottea duchartrei Sivar., A.Babu & Balach.
14. Thottea grandiflora Rottb.
15. Thottea hainanensis (Merr. & Chun) Ding Hou
16. Thottea kamarudiniana T.L.Yao
17. Thottea longipedunculata T.L.Yao
18. Thottea macrantha (Boerl.) Ding Hou
19. Thottea macrophylla Becc.
20. Thottea muluensis Ding Hou
21. Thottea papilionis T.L.Yao
22. Thottea parviflora Ridl.
23. Thottea paucifida Ding Hou
24. Thottea penitilobata Ding Hou
25. Thottea philippinensis Quisumb.
26. Thottea piperiformis (Griff.) Mabb.
27. Thottea piscodora T.L.Yao
28. Thottea ponmudiana Sivar.
29. Thottea praetermissa T.L.Yao
30. Thottea racemosa (Lour.) Ding Hou
31. Thottea reflexa T.L.Yao
32. Thottea reniloba Ding Hou
33. Thottea rhizantha Becc.
34. Thottea ruthiae T.L.Yao
35. Thottea sasidharaniana Robi
36. Thottea siliquosa (Lam.) Ding Hou
37. Thottea sivarajanii E.S.S.Kumar, A.E.S.Khan & Binu
38. Thottea straatmanii Ding Hou
39. Thottea sumatrana (Merr.) Ding Hou
40. Thottea tapanuliensis Mustaqim
41. Thottea terengganuensis T.L.Yao
42. Thottea tomentosa (Blume) Ding Hou
43. Thottea tricornis Maingay ex Hook.f.
44. Thottea triserialis Ding Hou

## Sinonimi
- Asiphonia Griff.; Trans. Linn. Soc. 19: 333 (1845)
- Apama Lam.; Encyc. 1: 91 (1783)
- Bragantia Lour.; Fl. E-Indochina. 528 (1790)
- Ceramium Blume; Bijdr. Fl. Ned. Ind. 1134 (1826)
- Cyclodiscus Klotzsch; Monatsber. Königl. Preuss. Akad. Wiss. Berlin 591 (1859)
- Lobbia Planch.; Hook. Lond. J. Bot. 6: 144, t. 3 (1847)
- Munnickia Rchb.; Consp. 85 (1828)
- Strakaea C.Presl; Epim. Bot. 221 (1849)
- Trimeriza Lindl.; Bot. sub t. 1543 (1832)
- Vanhallia Schult. & Schult.f.; J. J. Roemer & J. A. Schultes, Syst. Veg., ed. 15 bis 7: xviii, 166 (1829)